# Zee Café
Zee Café es un canal de televisión por suscripción indio propiedad de Zee Entertainment Enterprises. El canal emite principalmente programas de televisión populares estadounidenses y británicos para atraer a la población de habla inglesa de la India.

## Historia
Zee English se lanzó en el subcontinente indio el 15 de marzo de 2000, como competencia de Star World. Inicialmente, el canal era gratuito, pero luego se cifró como parte del paquete de televisión por suscripción de Zee.
El canal pasó por un cambio de marca el 28 de marzo de 2005 y pasó a llamarse Zee Café, junto con un nuevo logotipo y ofertas de promoción.
La transmisión de alta definición del canal se lanzó el 23 de septiembre de 2015, para una prueba de banco en mercados limitados y en todo el país el 21 de noviembre de 2015.

## Distribución internacional
Zee Café se lanzó en Sky en el Reino Unido e Irlanda el 15 de julio de 2010. El canal sirvió originalmente como el canal híbrido de la red Zee, utilizado para transmitir programas de varios de sus canales existentes en la India.
El 11 de septiembre de 2012, se reposicionó como un canal de clásicos, transmitiendo repeticiones de la antigua programación de Zee TV, que cubría cocina, dramas, terror y mitología. Al mismo tiempo, el canal pasó a ser de señal abierta.
El 10 de junio de 2013, Zee Café UK fue reemplazado por Zee Lamhe, otro canal de clásicos en abierto de Zee.